# Bord (okręg Marusza)
Bord – wieś w Rumunii, w okręgu Marusza, w gminie Cucerdea. W 2011 roku liczyła 147 mieszkańców.